# Fissidens neomagofukui
Fissidens neomagofukui là một loài Rêu trong họ Fissidentaceae. Loài này được Z. Iwats. & Tad. Suzuki mô tả khoa học đầu tiên năm 2002.